# فيغيرا دا فوز
فيغيرا دا فوز هي مدينة من مدن البرتغال. يبلغ عدد سكانها 62,125 نسمة وذلك حسب إحصائيات سنة 2011. تبلغ مساحتها 379.05 كم².

## المناخ
يظهر الجدول التالي التغييرات المناخية على مدار السنة لفيغيرا دا فوز:
| البيانات المناخية لـفيغيرا دا فوز   | البيانات المناخية لـفيغيرا دا فوز | البيانات المناخية لـفيغيرا دا فوز | البيانات المناخية لـفيغيرا دا فوز | البيانات المناخية لـفيغيرا دا فوز | البيانات المناخية لـفيغيرا دا فوز | البيانات المناخية لـفيغيرا دا فوز | البيانات المناخية لـفيغيرا دا فوز | البيانات المناخية لـفيغيرا دا فوز | البيانات المناخية لـفيغيرا دا فوز | البيانات المناخية لـفيغيرا دا فوز | البيانات المناخية لـفيغيرا دا فوز | البيانات المناخية لـفيغيرا دا فوز | البيانات المناخية لـفيغيرا دا فوز |
| الشهر                               | يناير                             | فبراير                            | مارس                              | أبريل                             | مايو                              | يونيو                             | يوليو                             | أغسطس                             | سبتمبر                            | أكتوبر                            | نوفمبر                            | ديسمبر                            | المعدل السنوي                     |
| ----------------------------------- | --------------------------------- | --------------------------------- | --------------------------------- | --------------------------------- | --------------------------------- | --------------------------------- | --------------------------------- | --------------------------------- | --------------------------------- | --------------------------------- | --------------------------------- | --------------------------------- | --------------------------------- |
| الدرجة القصوى °م (°ف)               | 22.0 (71.6)                       | 24.0 (75.2)                       | 26.5 (79.7)                       | 30.0 (86.0)                       | 32.6 (90.7)                       | 37.0 (98.6)                       | 39.5 (103.1)                      | 36.4 (97.5)                       | 33.0 (91.4)                       | 36.0 (96.8)                       | 29.2 (84.6)                       | 23.2 (73.8)                       | 39.5 (103.1)                      |
| متوسط درجة الحرارة الكبرى °م (°ف)   | 13.6 (56.5)                       | 14.0 (57.2)                       | 16.6 (61.9)                       | 18.4 (65.1)                       | 19.0 (66.2)                       | 21.4 (70.5)                       | 22.5 (72.5)                       | 22.9 (73.2)                       | 22.4 (72.3)                       | 20.1 (68.2)                       | 17.0 (62.6)                       | 14.4 (57.9)                       | 18.5 (65.3)                       |
| المتوسط اليومي °م (°ف)              | 10.1 (50.2)                       | 10.5 (50.9)                       | 13.1 (55.6)                       | 14.7 (58.5)                       | 15.8 (60.4)                       | 18.0 (64.4)                       | 19.0 (66.2)                       | 19.2 (66.6)                       | 18.7 (65.7)                       | 16.4 (61.5)                       | 13.6 (56.5)                       | 11.1 (52.0)                       | 15.0 (59.0)                       |
| متوسط درجة الحرارة الصغرى °م (°ف)   | 6.6 (43.9)                        | 7.0 (44.6)                        | 9.6 (49.3)                        | 11.0 (51.8)                       | 12.7 (54.9)                       | 14.7 (58.5)                       | 15.4 (59.7)                       | 15.4 (59.7)                       | 15.0 (59.0)                       | 12.8 (55.0)                       | 10.2 (50.4)                       | 7.8 (46.0)                        | 11.5 (52.7)                       |
| أدنى درجة حرارة °م (°ف)             | −0.1 (31.8)                       | −3.0 (26.6)                       | 0.4 (32.7)                        | 0.8 (33.4)                        | 7.0 (44.6)                        | 10.2 (50.4)                       | 7.0 (44.6)                        | 5.0 (41.0)                        | 4.0 (39.2)                        | 2.0 (35.6)                        | 2.0 (35.6)                        | 0.0 (32.0)                        | −3.0 (26.6)                       |
| الهطول مم (إنش)                     | 93.3 (3.67)                       | 61.3 (2.41)                       | 84.3 (3.32)                       | 47.1 (1.85)                       | 44.4 (1.75)                       | 16.9 (0.67)                       | 5.4 (0.21)                        | 9.0 (0.35)                        | 29.4 (1.16)                       | 66.7 (2.63)                       | 81.0 (3.19)                       | 88.5 (3.48)                       | 627.1 (24.69)                     |
| متوسط أيام هطول الأمطار             | 12                                | 11                                | 8                                 | 11                                | 7                                 | 7                                 | 3                                 | 1                                 | 4                                 | 8                                 | 10                                | 11                                | 83                                |
| المصدر: INMG, 1931-1960 Climatology |                                   |                                   |                                   |                                   |                                   |                                   |                                   |                                   |                                   |                                   |                                   |                                   |                                   |

## توأمة
لفيغيرا دا فوز اتفاقيات توأمة مع:
- غرادينيان (1992 - 2000)[5]

## أعلام
- ألفيس باربوسا
- روي كورديرو
- جواو سيزار مونتيرو
- أفونسو كروش
- سوازنا غيرا
- فرنسيسكو خوسيه فيرنانديز كوستا
- بينتو ماتشادو
- أنطونيو كامبوس